# Boukoumbé
Boukoumbé este un oraș din departamentul Atakora, Benin.